# Broforce
Broforce ist ein seitlich scrollendes Run-and-Gun-Computerspiel, das von Free Lives entwickelt und von Devolver Digital veröffentlicht wurde. Am 15. Oktober 2015 erschien das Spiel für Microsoft Windows and OS X. Die Portierung auf Linux erfolgte zwei Tage später. Eine PlayStation-4-Version wurde am 1. März 2016 veröffentlicht. Für den Nintendo Switch erschien das Spiel am 6. September 2018.

## Szenario und Spielprinzip
Im Einzelspieler-Modus steuert der Spieler einen Helikopter über eine Weltkarte, um dort eine Region für den nächsten Einsatz herauszusuchen. Jede Region besteht aus mehreren aufeinanderfolgenden Leveln, genannt Areas. Innerhalb des Levels sieht der Spieler das Spielgeschehen aus einer seitlichen, automatisch mitscrollenden Perspektive, optisch setzt das Spiel auf eine 2D-Pixelgrafik. Die Spielfiguren haben eine Hauptwaffe, ein Messer und eine Spezialfähigkeit. Ziel ist es, den Level zu durchqueren, gegnerische Spielfiguren zu töten oder ihnen auszuweichen und Geiseln zu befreien. Ein Treffer führt bereits zum Ableben der Spielfigur. Kompensiert wird dies durch Extra-Leben, die man mit dem Befreien von Geiseln erhält. Gleichzeitig wechselt mit der Befreiung einer Geisel aber auch die Spielfigur nach dem Zufallsprinzip und damit die Sonderfähigkeiten, die dem Spieler zur Verfügung stehen. Innerhalb der Level existieren weiterhin Rücksetzpunkte, die der Spieler aktivieren kann und an denen die Spielfigur nach Ableben wiederbelebt wird. Der Einsatz endet in der Regel mit dem Hissen der amerikanischen Flagge und der Evakuierung der Spielerfigur durch eine Helikopter, während um ihn herum der Level explodiert, am Ende des letzten Levels eine Region zusätzlich verbunden mit einem vorangehenden Bosskampf.

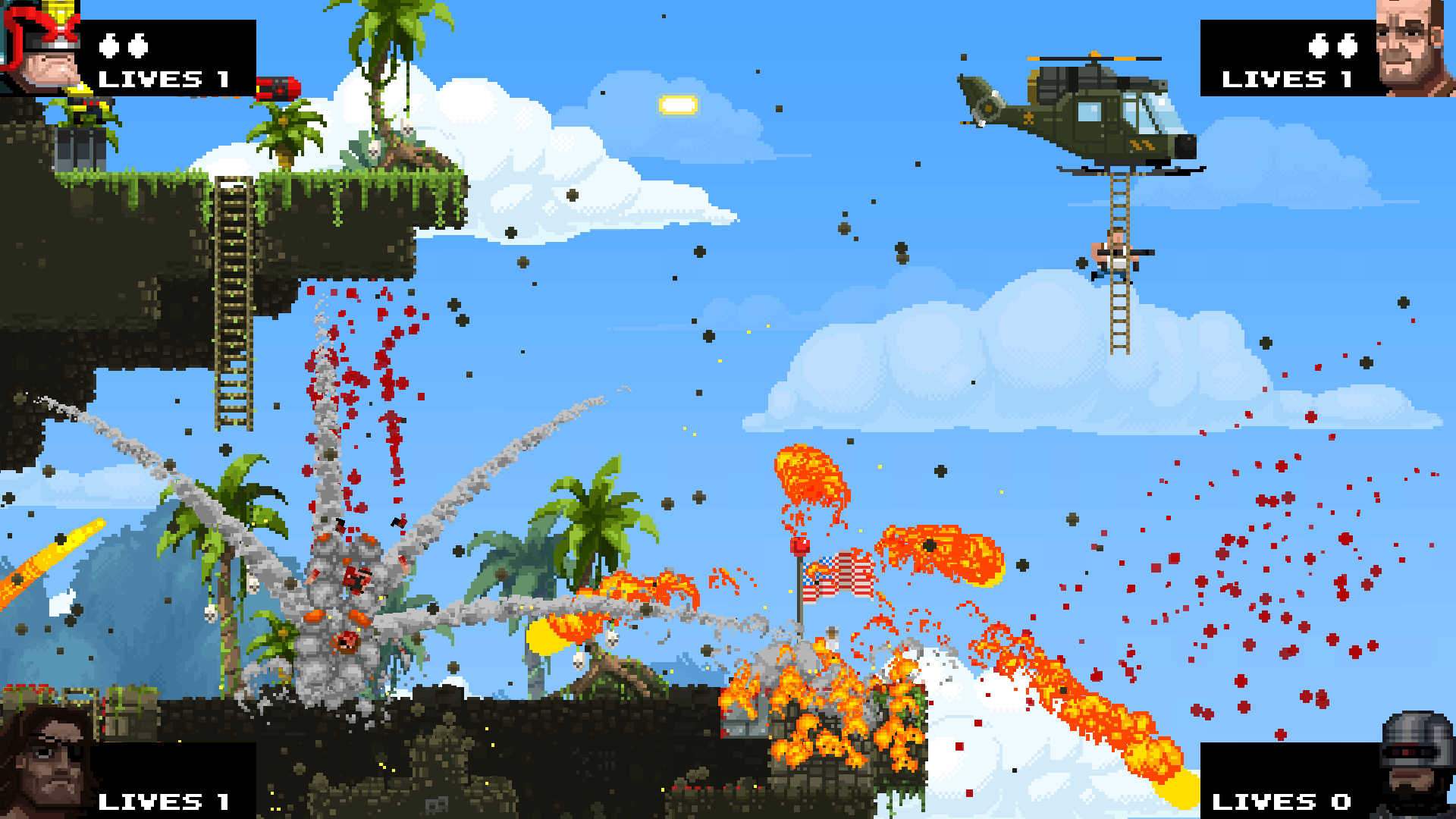
Bildschirmfoto der Endsequenz eines Levels mit Exfiltration via Helikopter

Ein Endbildschirm zeigt unter der Überschrift „Area Liberated“ die Spielzeit und visualisiert nochmals die getöteten Gegner des bewältigten Levels. Thematisch persifliert Broforce den Patriotismus in den Vereinigten Staaten und Actionfilm-Helden der 1980er- und 1990er-Jahre. Jedes Level stellt eine US-Intervention in fremden Ländern dar, um im Kampf gegen Terroristen Demokratie und Freiheit zu bringen. Die Spielcharaktere sind jeweils an bekannte Filmrollen angelehnt, deren Namen leicht verfremdet wurde. Das Spiel parodiert u. a. Terminator, RoboCop, Zorro, B. A. Baracus, James Bond, Conan der Barbar, welche jeweils eine ikonische Bewaffnung tragen. Der hypermaskuline Aspekt wird dabei gezielt übertrieben.

## Entwicklung
Das Spiel wurde 2012 im Zuge des 23. Ludum Dare, eines Game Jams, unter dem Arbeitstitel Rambros erstellt und entwickelte sich dort zu einem Publikumsliebling. 2013 erschien ein Prototyp namens Brototype zum kostenlosen Download. Mit Hilfe eines Early-Access-Programms auf der Online-Vertriebsplattform Steam wurde das Spiel zu einer kommerziellen Vollversion weiterentwickelt. Im Laufe der Entwicklung erhielt Broforce einen Karteneditor und Unterstützung für den Steam Workshop. Nach der Veröffentlichung veröffentlichte Free Lives per Update neue Spielinhalte, wie die zusätzlichen Spielfiguren Brolander und Bro Lee. Am 30. Juni 2018 bestätigte Devolver Digital die Arbeiten an einer Portierung für die Nintendo Switch, die im darauffolgenden September erschien. Im Vergleich zu den anderen Versionen fehlt der Switch-Fassung der Explosion-Run-Modus und der Level-Editor.
Zum Kinostart von The Expendables 3 erschien im August 2014 ein kostenloser, allein lauffähiger Ableger namens The Expandabros. Er umfasst zehn Level und lässt den Spieler sieben Charaktere steuern, die den Filmrollen nachempfunden sind.

## Rezeption
Broforce sei laut Jan Wöbbeking von 4Players stellenweise recht knifflig. Der Humor befeuere den Spielspaß. Im Mehrspielermodus über das Internet träten jedoch häufig Programmfehler auf, die den Spielspaß trübten. Die über die Karte verteilten Sprengladungen und das voll zerstörbare Level fügten laut Mike Holmes von Gamereactor eine taktische Komponenten hinzu, spätestens im Mehrspielermodus werde das Spiel jedoch schnell unübersichtlich. Gemäß André Linken von Gameswelt sei die Inszenierung in 8-Bit-Pixelgrafik stets ironisch und relativiere den Gewaltgrad. Die Ausbalancierung der wählbaren Charaktere sei hingegen nicht so gut gelungen. Rezensenten verglichen den Titel mit Metal Slug oder Contra.